# Georg Wolfgang Franz Panzer
Pour le bibliographe, voir Georg Wolfgang Panzer.
Georg Wolfgang Franz Panzer est un botaniste et un entomologiste bavarois, né en 1755 à Etzelwang dans le Haut-Palatinat et mort le 28 juin 1829 à Hersbruck près de Nuremberg.
Docteur en médecine, il exerce à Hersbruck. Botaniste renommé, il constitue un herbier d'une très grande richesse.
Il assemble également une très importante collection d'insectes qui lui permet de rédiger un vaste ouvrage, Faunae Insectorum Germaniae initia oder Deutschlands Insecten qui paraît à Nuremberg entre 1796 et 1813. L'ouvrage est illustré par Jacob Sturm (1771–1848) et contient plus de 2 600 gravures colorées à la main.